# Pókhálós molyfélék

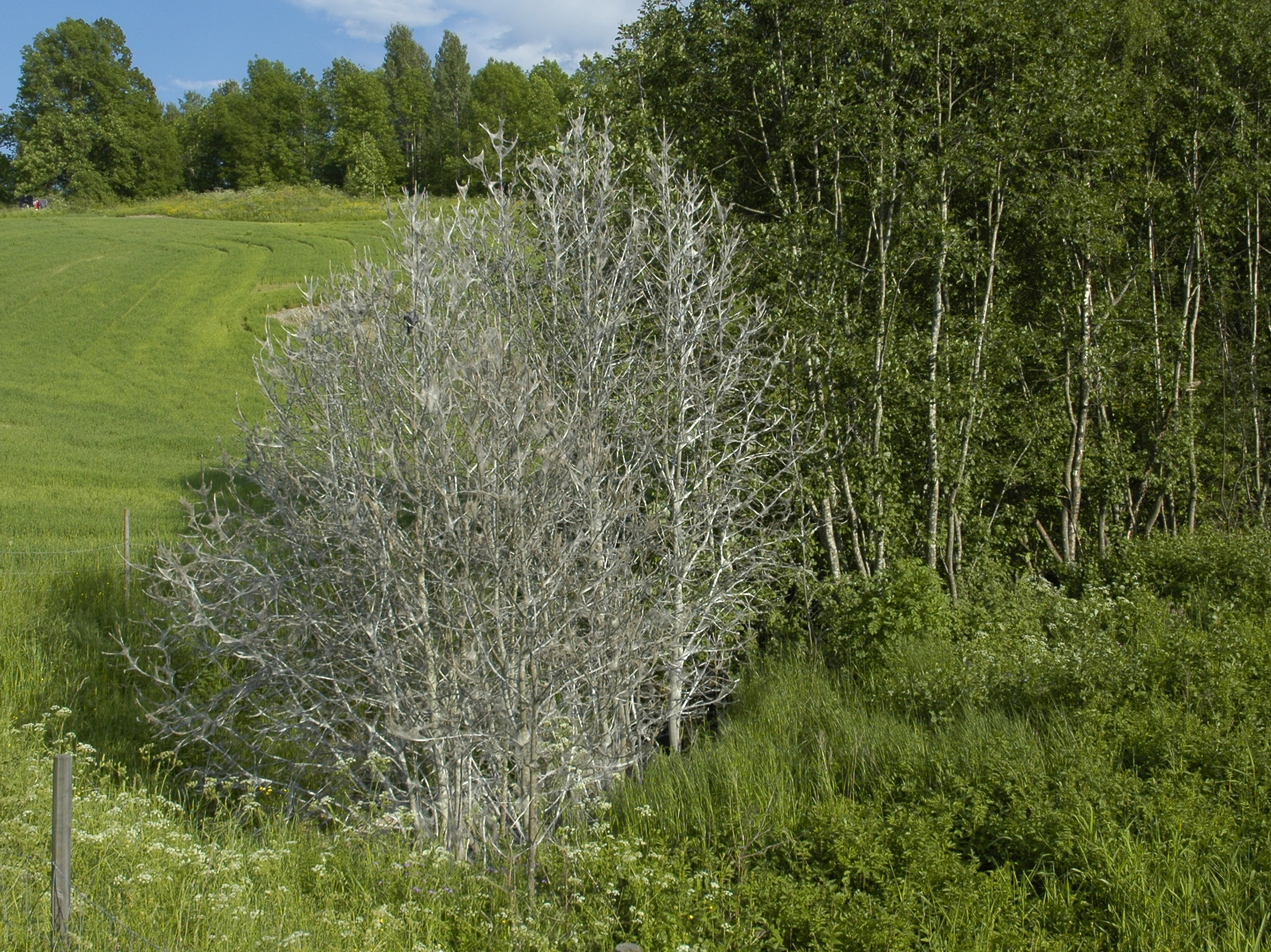
Csupaszra rágott fák a hernyók szövedékével
Röyken, Norvégia

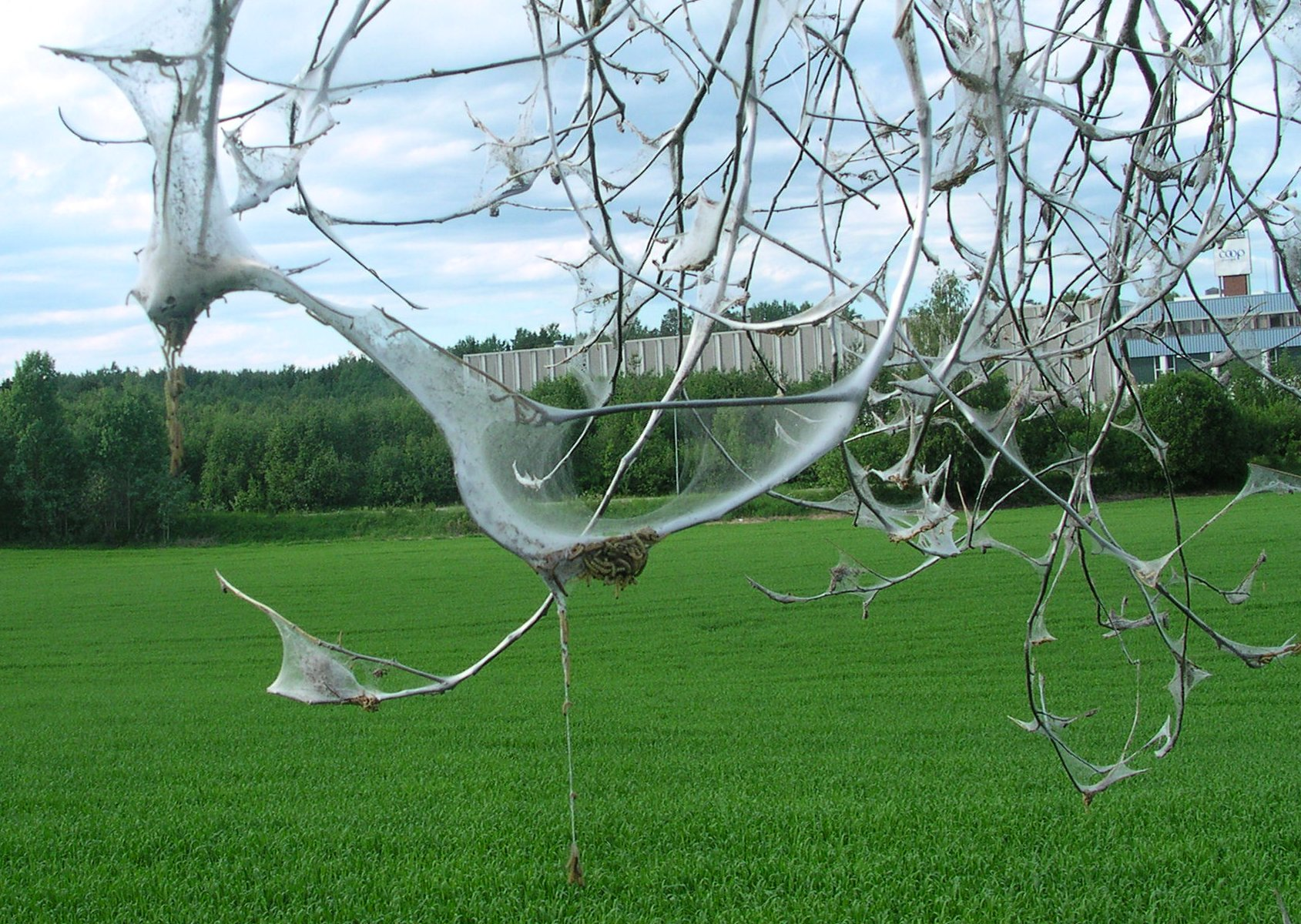
„Nyári hernyófészek” hernyókkal
egy tarra rágott fán

A pókhálós molyfélék (Yponomeutidae) a valódi lepkék (Glossata) alrendjébe tartozó Yponomeutoidea öregcsalád névadó családja.
Ezeket a változatos méretű molylepkéket főleg a szárazabb biotópokban találjuk meg, mert igen tűrőképesek. Éppen ezért az egyes fajok elterjedési területe igen nagy; hazánkban 42 fajukat mutatták ki. A hernyók között vannak magevők, lombevők és aknázók is. Legismertebb fajaik a tápnövényen kialakított és „nyári hernyófészeknek” nevezett, hatalmas szövedékekben élnek társasan (Mészáros, 2005).
Egyes fajaik, mint például a pókhálós almamoly (Yponomeuta malinellus) egyes években jelentős károkat okozhatnak, de létszámukat természetes ellenségeik, az  élősködő darazsak (Masarinae) általában kordában tartják (Brehm).

## Rendszertani felosztásuk a Magyarországon ismertebb fajokkal
A családot hat alcsaládra és egy további, alcsaládba be nem sorolt nemre tagolják:
1. Fémesmolyfélék alcsaládja (Argyresthiinae); egyes munkákban (Pastorális, 2011) Argyresthiidae néven önálló családként szerepel öt nemmel:
- Argyresthia
  - borókatű-aranymoly (Argyresthia abdominalis Zeller, 1839) – Magyarországon sokfelé előfordul (Fazekas, 2001; Pastorális, 2011);
  - kökényfúró aranymoly (Argyresthia albistria Haworth, 1828) – Magyarországon általánosan elterjedt (Fazekas, 2001; Buschmann, 2003; Pastorális, 2011; Pastorális & Szeőke, 2011);
  - borókafúró ezüstmoly (Argyresthia arceuthina Zeller, 1839) – Magyarországon többfelé előfordul (Fazekas, 2001; Pastorális, 2011);
  - galagonyafúró aranymoly (Argyresthia bonnetella, A. nitidella L., 1758) – Magyarországon általánosan elterjedt (Horváth, 1997; Fazekas, 2001; Pastorális, 2011; Pastorális & Szeőke, 2011; Pastorális & Szeőke, 2011);
  - nyírrügyfúró aranymoly (Argyresthia brockeella Hb., 1813) – Magyarországon általánosan elterjedt (Fazekas, 2001; Buschmann, 2003; Pastorális, 2011);
  - berkenyevirágmoly (Argyresthia conjugella Zeller, 1839) – Magyarországon csak alkalmilag fordul elő (Horváth, 1997; Buschmann, 2003; Mészáros, 2005; Pastorális, 2011);
  - almabimbófúró aranymoly (Argyresthia curvella L., 1761) – Magyarországon sokfelé előfordul (Buschmann, 2003; Pastorális, 2011; Pastorális & Szeőke, 2011);
  - borókahajtás-aranymoly (Argyresthia dilectella Zeller, 1847) – Magyarországon szórványos (Fazekas, 2001; Pastorális, 2011);
  - tölgyfúró aranymoly (Argyresthia glaucinella Zeller, 1839) – Magyarországon szórványos (Fazekas, 2001; Pastorális, 2011);
  - égerbarka-aranymoly (Argyresthia goedartella L., 1758) – Magyarországon általánosan elterjedt (Fazekas, 2001; Buschmann, 2003; Pastorális, 2011; Pastorális & Szeőke, 2011);
  - almarügyfúró aranymoly (Argyresthia ivella Haworth, 1828) – Magyarországon szórványos (Pastorális, 2011);
  - vörösfenyő-ezüstmoly (Argyresthia laevigatella Herrich-Schäffer, 1855) – hazánkban többfelé előfordul (Fazekas, 2001; Buschmann, 2003; Pastorális, 2011);
  - borókamagrágó aranymoly (Argyresthia praecocella Zeller, 1839) – Magyarországon többfelé előfordul (Fazekas, 2001; Pastorális, 2011);
  - meggyvirágmoly (cseresznyevirágmoly, meggyvirág-aranymoly, Argyresthia pruniella Clerck, 1759 avagy A. ephippella Fabricius, 1777) – Magyarországi; kártételéről 1917 óta tudunk; mára általánosan elterjedt (Fazekas, 2001; Buschmann, 2003; Mészáros, 2005; Pastorális, 2011; Pastorális & Szeőke, 2011);
  - kecskefűzbarka-aranymoly (Argyresthia pygmaeella, A. rudolphella Denis & Schiffermüller, 1775) – Magyarországon sokfelé előfordul (Buschmann, 2003; Pastorális, 2011);
  - nyírfahajtás-aranymoly (Argyresthia retinella Zeller, 1839) – Magyarországon sokfelé előfordul (Horváth, 1997; Pastorális, 2011; Pastorális & Szeőke, 2011);
  - májusfa-aranymoly (Argyresthia semifusca, A. spiniella Haworth, 1828) – Magyarországon többfelé előfordul (Pastorális, 2011);
  - bükkfúró aranymoly (Argyresthia semitestacella Curtis, 1833) – Magyarországon sokfelé előfordul (Pastorális, 2011; Pastorális & Szeőke, 2011);
  - madárbirs-aranymoly (Argyresthia sorbiella Treitschke, 1833) – Magyarországon többfelé előfordul (Pastorális, 2011);
  - kökényvirág-aranymoly (Argyresthia spinosella, A. mendica Stainton, 1849) – Magyarországon általánosan elterjedt (Horváth, 1997; Fazekas, 2001; Pastorális, 2011; Pastorális & Szeőke, 2011);
  - tujafúró aranymoly (tujafúró ezüstmoly, Argyresthia thuiella Packard, 1871) – Észak-Amerikából behurcolt faj; elterjedési területének keleti határa Magyarország, ahol szórványos (Mészáros, 2005; Pastorális, 2011);;
  - háromsávos boróka-ezüstmoly (Argyresthia trifasciata Staudinger, 1871) – hazánkban szórványos (Pastorális, 2011);
- Blastotere
- Eucalliathla
- Oligos
- Paraargyresthia

2. Attevinae alcsalád egyetlen nemmel:
- Atteva
  - Atteva punctella – az Egyesült Államok keleti partvidékén általános (Lakatos et al., 2006),
  - Atteva sciodoxa – Malajziában a gyógyszer-alapanyagnak termesztett tongkat ali (Eurycoma longifolia) ültetvények fő kártevője (Lakatos et al., 2006);

3. rügymolyfélék alcsaládja (Praydinae); egyes munkákban (Pastorális, 2011) Praydidae néven önálló családként szerepel három nemmel:
- Atemelia
- pókhálós nyírmoly (Atemelia torquatella Lienig et Zeller, 1846) – Magyarországon általánosan elterjedt (Fazekas, 2001; Buschmann, 2003; Pastorális, 2011; Pastorális & Szeőke, 2011);
- Dictyoprays
- Prays
  - égerrügymoly (Prays fraxinella, P. curtisella Bjerkander, 1784) – Magyarországon általánosan elterjedt (Horváth, 1997; Buschmann, 2003; Pastorális, 2011; Pastorális & Szeőke, 2011);
  - havasi égermoly (Prays ruficeps Heinemann, 1854) – hazánkban szórványos (Pastorális, 2011);

4. Saridoscelinae alcsalád egyetlen nemmel:
- Saridoscelis

5. Scythropiinae alcsalád egyetlen nemmel:
- Scythropia
  - pókhálós gyümölcsfamoly (Scythropia crataegella L., 1767) – Magyarországon általánosan elterjedt (Fazekas, 2001; Buschmann, 2003; Pastorális, 2011; Pastorális & Szeőke, 2011);

6. pókhálós molyformák (Yponomeutinae) alcsalád 148 nemmel:
- Abacistis
- Acmosara
- Acrataula
- Aemylurgis
- Aetherastis
- Aictis
- Amalthina
- Amblothridia
- Anaphantis
- Androgyne
- Anoista
- Artenacia
- Astaropola
- Balanoptica
- Banghaasia
- Betharga
- Bhadorcosma
- Buxeta
- Calamotis
- Callithrinca
- Caminophantis
- Campbellana
- Cedestis (Zeller, 1839)
  - hamvas fenyőtűmoly (Cedestis gysseleniella, C. gysselinella Zeller, 1839) – fenyveseinkben nem túl gyakori (Fazekas, 2001; Mészáros, 2005; Pastorális, 2011; Pastorális & Szeőke, 2011);
  - szürke fenyőtűmoly (Cedestis subfasciella Stephens, 1834, avagy C. farinatella Duponchel, 1840) – hazánk fenyveseiben meglehetősen elterjedt (Mészáros, 2005; Pastorális, 2011; Pastorális & Szeőke, 2011);
- Charicrita
- Chionogenes
- Choutinea
- Circostola
- Citrinarchis
- Comocritis
- Conchiophora
- Coptoproctis
- Corinea
- Cylicophora
- Cymonympha
- Cyptasia
- Dascia
- Dianasa
- Diaphragmistis
- Ditrigonophora
- Eftichia
- Enaemia
- Entrichiria
- Epactosaris
- Epichthonodes
- Epidictica
- Epopsia
- Eremothyris
- Eriopyrrha
- Euarne
- Eucalantica
- Eucatagma
- Eucedestis
- Euhyponomeuta (Toll, 1941)
  - varjúháj-pókhálósmoly (Euhyponomeuta stannella Thunberg, 1788) – hazánkban szórványos (Pastorális, 2011);
- Euhyponomeutoides
- Eumonopyta
- Eustixis
- Exanthica
- Exaulistis
- Hedycharis
- Hesperarcha
- Hierodryas
- Hofmannia
- Ilychytis
- Iriania
- Iridostoma
- Isotornis
- Ithutomus
- Kessleria
- Klausius
- Lampresthia
- Lissochroa
- Litaneutis
- Lycophantis
- Macarophanta
- Metanomeuta
- Metharmostis
- Mieza
- Mnemoses
- Morotripta
- Mychonoa
- Nematobola
- Nesotropha
- havasmoly (Niphonympha Meyrick, 1914)
  - aranyfoltos havasmoly (Niphonympha dealbatella, N. albella Zeller, 1847) – Magyarországon általánosan elterjedt (Fazekas, 2001; Buschmann, 2003; Pastorális, 2011);
- Nordmaniana
- Nosymna
- Nymphonia
- Ocnerostoma (Zeller, 1847)
  - fényes fenyőtűmoly (Ocnerostoma piniariella Zeller, 1847) – fenyveseinkben nem túl gyakori (Pastorális, 2011);
  - szürke csápú fenyőtűmoly (Ocnerostoma friesei Svensson, 1966) – fenyveseinkben szórványos (Pastorális, 2011);
- Oeta
- Opsiclines
- Orencostoma
- Oridryas
- Orinympha
- Orsocoma
- Orthosaris
- Palaetheta
- Palleura
- Paradoxus
- Parahyponomeuta
- Paraswammerdamia (Friese, 1960)
  - kökényfonó tarkamoly (Paraswammerdamia albicapitella Scharfenberg, 1805) – hazánkban szórványos (Pastorális, 2011);
  - galagonyafonó tarkamoly (Paraswammerdamia nebulella, P. lutarea Goeze, 1783) – hazánkban szórványos (Pastorális, 2011);
- Parazelota
- Parexaula
- Pauridioneura
- Phasmatographa
- Piestoceros
- Plexippica
- Podiasa
- Porphyrocrates
- Procalantica
- Pronomeuta
- Protonoma
- Pseudocalantica
- Pseudocaprima
- Pseudorinympha
- Pseudoswammerdamia (Friese, 1960)
  - szemfoltos tarkamoly (Pseudoswammerdamia combinella Hb., 1786) – hazánkban sokfelé előfordul (Fazekas, 2001; Buschmann, 2003; Pastorális, 2011; Pastorális & Szeőke, 2011);
- Pseudotalara
- Schistocyttara
- Spaniophylla
- Sporadarchis
- Stasiphron
- Steganosticha
- Stryphnaula
- Swammerdamia (Hb., 1825)
  - nyírlevélfonó tarkamoly (Swammerdamia caesiella, S. heroldella Hb., 1796) – hazánkban többfelé előfordul (Fazekas, 2001; Buschmann, 2003; Pastorális, 2011);
  - berkenyefonó tarkamoly (Swammerdamia compunctella Herrich-Schäffer, 1855) – hazánkban közönséges (Buschmann, 2003; Pastorális, 2011; Pastorális & Szeőke, 2011);
  - almalevél-tarkamoly (Swammerdamia pyrella (Villers, 1789) – hazánkban közönséges (Fazekas, 2001; Buschmann, 2003; Pastorális, 2011; Pastorális & Szeőke, 2011);
- Syblis
- Sympetalistis
- Synadia
- Syncallia
- Syncathartis
- Syncerastis
- Syncrotaulella
- Tanaoctena
- Tarphyscelis
- Teinoptila
- Terthroptera
- Thecobathra
- Themiscyra
- Thyridectis
- Thyrsotarsa
- Toecorhychia
- Toiana
- Trisophista
- Trochastica
- Trychnomera
- Typhogenes
- Xyrosaris
- pókhálós moly (Yponomeuta, Latreille, 1796) nem közel tíz, egymáshoz igen közel álló, monofág, ritkábban oligofág fajjal: 
  - pókhálós kecskerágómoly (kecskerágó pókhálós molya, Yponomeuta cagnagella, Y. cognatella Hb.) – Magyarországon általánosan elterjedt (Brehm, 1960, Fazekas, 2001; Buschmann, 2003; Pastorális, 2011; Pastorális & Szeőke, 2011);
  - pókhálós májusfamoly (kecskerágó-moly, Yponomeuta evonymella L., 1758) – Magyarországon általánosan elterjedt (Fazekas, 2001; Buschmann, 2003; Pastorális, 2011; Pastorális & Szeőke, 2011);
  - pókhálós kökénymoly (Yponomeuta irrorrella Hb., 1796) – Magyarországon általánosan elterjedt (Fazekas, 2001; Buschmann, 2003; Pastorális, 2011; Pastorális & Szeőke, 2011);
  - pókhálós almamoly (Yponomeuta malinellus Zeller, 1838 = Hyponomeuta malinellus) – a magyarországi

almások gyakori faja (Buschmann, 2003; Mészáros, 2005; Pastorális, 2011; Pastorális & Szeőke, 2011);
- - pókhálós szilvamoly (zelnice pókhálós molya, Yponomeuta padella, Y. padellus L., 1758) – Magyarországon általánosan elterjedt (Brehm, 1960, Buschmann, 2003; Pastorális, 2011; Pastorális & Szeőke, 2011);
  - pókhálós bengemoly (Yponomeuta plumbella Denis & Schiffermüller) – Magyarországon általánosan elterjedt (Fazekas, 2001; Buschmann, 2003; Pastorális, 2011; Pastorális & Szeőke, 2011);
  - pókhálós fűzmoly (Yponomeuta rorrella Hb., 1758) – Magyarországon általánosan elterjedt Fazekas, 2001; Pastorális, 2011; Pastorális & Szeőke, 2011);
  - húszpettyes pókhálósmoly (Yponomeuta sedella, Y. vigintipunctata Treitschke, 1758) – Magyarországon általánosan elterjedt (Fazekas, 2001; Buschmann, 2003; Pastorális, 2011; Pastorális & Szeőke, 2011);
- Zelleria (Stainton, 1849)
  - téglavörös pókhálósmoly (Zelleria hepariella Stainton, 1849) – hazánkban szórványos (Pastorális, 2011);
- Zygographa

7. Alcsaládba be nem sorolt:
- Eudrymopa

## Névváltozatok
- pókhálós molyok[1]
- pókhálósmolyfélék[2]
- pókhálósmoly-félék[3]